# Save It Til Morning
Save It Til Morning è un singolo della cantante statunitense Fergie, pubblicato il 19 novembre 2017 e sesto estratto dal suo secondo album in studio Double Dutchess.

## Video musicale
Il videoclip, diretto da Alek Keshishian, è stato pubblicato il 22 settembre 2017 attraverso il canale YouTube della cantante e vede la partecipazione dell'attore Jay Hernandez.